# Waterreus
De waterreus is een personage uit een legende uit het Zuid-Hollandse vissersdorp Scheveningen. Daarnaast is het de naam van een familie uit Scheveningen, die aan deze legende verbonden is.

## Legende
De waterreus is een manspersoon of geest die vroeger voor Scheveningen in de zee leefde. Hij was vervloekt en gedoemd voor altijd in de golven te leven. Alleen een meisje dat 's nachts met haar wijsvinger een kruis op zijn voorhoofd zou maken, kon hem redden. Een straatarme weduwe had een beeldschone dochter, die om niet te verhongeren, elke dag uit vissen werd gestuurd. Het meisje moest in het begin niets hebben van de enge geest, maar na verloop van tijd werden ze toch op elkaar verliefd. Toen de hoeveelheid vis die de waterreus steeds in haar netten dreef, de jaloezie van de andere dorpsgenoten opwekte, vertelde ze dat ze een bondgenoot in de zee had. Toen de ongelovige dorpsgenoten het zelf uiteindelijk hadden gezien, kwam hij aan land waarna ze trouwden en hun talrijk nageslacht heet sindsdien waterreus.  

## Historisch
Opvallend is dat de Scheveningse familie Waterreus altijd rooms-katholiek is gebleven, nooit de lokale klederdracht heeft gedragen én het zich als voerlui konden veroorloven om niet, zoals de rest van het dorp, in de 16e eeuw protestant te worden. Het kruisje maken op het voorhoofd is, zoals in de legende, een katholiek symbool.
Mogelijke speculaties over het ontstaan van de naam betreffen: handelaar in schoon water zijn, een sterke of grote voorouder nabij een waterloop of een voorouder afkomstig uit een overzees land.

## Bron
- De Waterreuslegende
- De Gids. Jaargang 29